# Буакхау По. Прамук
Сомбат Банчамек (тайск. สมบัติ บัญชาเมฆ); 8 мая 1982 Сурин, Таиланд) — тайский спортсмен, выступающий по правилам тайского бокса, кикбоксинга и шутбоксинга. Многократный чемпион мира по различным версиям и первый в истории двукратный победитель гран-при К-1 World МАХ. Буакав завоёвывал этот титул в 2004-м и 2006-м гг. Сегодня Буакав является одним из самых легендарных профессиональных тайбоксеров в мире.
В 2012 году Буакав открыл свой собственный клуб Banchamek GYM, после чего по тайско-боксерской традиции вместо псевдонима "По Прамук", он начал использовать свою настоящую фамилию Банчамек. Это вызвало судебные разбирательства с клубом Por Pramuk, приостановление бойцовской лицензии и простой длиной в несколько месяцев. В итоге Буакав проиграл дело и продолжил выступать как "По Прамук".

## Биография

### До прихода в К-1
Буакав По. Прамук (тогда ещё Сомбат Банчамек) родился в небольшом городке Сурин, на северо-востоке Таиланда. Бойцовскую карьеру он начал в 8 лет. В возрасте 15 лет переехал в клуб Por. Pramuk, под эгидой которого выступал до 2012 года. По тайской традиции для выступлений в ринге он принял новое имя Буакав По. Прамук («Белый лотос из клуба По. Прамук». Первым  бойцовским именем его было Ayzezi Kiat-anan).
До 2002 года Буакав завоевал несколько титулов (в том числе был чемпионом стадиона Омной в полулёгком и лёгком весе). В декабре 2001 года ему выпала возможность побороться за вакантный титул чемпиона стадиона Лумпхини (самый престижный титул в Таиланде) в полулёгком весе, однако в бою с Чарли Со. Чайтхамином Буакав потерпел поражение.
 В декабре 2002 года, выступая уже в рамках первого полусреднего веса, Буакав выиграл турнир на кубок Тойоты, победив в финале японца Сатоси Кобаяси. Поскольку в организации турнира принимали участие японские промоутеры, успех Буакхау во многом предопределил его переезд за пределы Таиланда.
В 2003—2004 годах Буакхау проводил бои в Южной Корее и Японии, а с апреля 2004 года стал одним из бойцов К-1 МАХ.

### 2004—2009 годы
В К-1 МАХ Буакав быстро приспособился к новой весовой категории — первому среднему весу. В апреле 2004 года в 1/8 финала он победил Джордана Тая, а в июле в рамках финальной «восьмёрки» одержал победу поочерёдно над Уэйном Парром, Такаюки Кохирумаки и действующим на тот момент чемпионом Масато Кобаяси.
Преимущество тайца в боях было настолько очевидно, что функционеры К-1 приняли решение изменить правила, лишив Буакхау одного из его главных орудий — боя в клинче. Несмотря на то, что нововведение было применимо ко всем весовым категориям, болельщики восприняли его как меру, направленную исключительно против Буакава . Согласно новому правилу, применять традиционный тайский клинч не разрешалось, и при захвате дозволялось нанести только один удар коленом, после чего было необходимо разорвать клинч.
 В октябре 2004 года Буакхау одержал победу над известным японским бойцом Кодзо Такедой (один из немногих нетайцев, которым удалось завоевать чемпионские титулы на двух главных стадионах Таиланда; Такеда был в 2001 году чемпионом стадиона Рачадамнен).
 2005 год начался для Буакава с поражения экс-чемпиону К-1 МАХ Альберту Краусу. В дальнейшем успех к нему вернулся, и, побив по ходу гран-при Василия Шиша, Жадамбу Нарантунгалага и взяв реванш у Крауса, Буакав вышел в финал. Однако, повторить прошлогодний успех ему не позволил голландец Анди Саувер, который стал чемпионом.
 В сентябре 2005 года по правилам тайского бокса Буакхау победил француза Жана-Шарля Скарбовски.
 2006 год стал для Буакава наиболее успешным. В феврале он одержал верх над высококлассным спортсменом Майком Замбидисом, а уже две недели спустя в бою по правилам тайского бокса отобрал титул чемпиона по версии WMC у легендарного Чомхота Киатодисака.  Эта победа символизировала преемственность поколений в среднем весе в муай-тай.
 Буакав стал чемпионом К-1 МАХ после того, как он победил одного за другим Вирджила Калакоду, Ёсихиро Сато, Гаго Драго и убедительного реванша у Саувера (остановка боя рефери после 3-х нокдаунов).
 В 2007—2009 годах Буакхау продолжал выступать на самом высоком уровне, показывая отличные бои и побеждая титулованых соперников (Джабара Аскерова, Ники Хольцкена, Альберта Крауса, Ёсихиро Сато, Фальдира Шахбари, Уэйна Парра). Однако, стать чемпионом К-1 МАХ ему уже не удавалось. В 2007 году в четвертьфинале его остановил Масато Кобаяси, в 2008 — в 1/8 финала нокаутировал Ёсихиро Сато (хотя по ходу боя Буакхау вёл), в 2009 — в полуфинале спорным решением судей победа досталась старому сопернику Анди Сауверу. Неудачи и, видимо, имевшие место разногласия с руководством К-1, привели к уходу Буакхау из организации.

### Карьера после ухода из К-1
В ноябре 2010 года Буакхау выиграл регулярный (проводящийся каждые два года) турнир по шутбоксингу S-cup. В финале он победил японца Тоби Имаду, выбившего в полуфинальном бою фаворита Анди Саувера (изначально получившего известность благодаря шутбоксингу и до этого трижды выигрывавшего такие турниры).
В 2011 году Буакхау выступал исключительно по правилам тайского бокса. В сентябре, побив Варрена Стевелманса, он стал чемпионом мира по версии WMC в первом среднем весе, а с сентября по декабрь выступал на турнире Thai Fight, который выиграл, победив в финале сильного австралийца Фрэнки Джорджи.
В январе 2012 года Буакхау победил действующего чемпиона TNA Джабара Аскерова. В этот же вечер поединок проводил победитель двух последних на тот момент  турниров К-1 МАХ непобедимый Геворг Петросян. Но именно бой Буакхау был главным боем вечера.
 Есть информация, что на данный момент Буакхау изучает джиу-джитсу, возможно, с целью начала карьеры в ММА.
1 марта 2012 г. Buakaw пропал из своего тренировочного лагеря. А 12 марта он появился на телевизионном ток-шоу и извинился перед болельщиками. Он заявил, что он имеет постоянные проблемы с лагерем Por. Pramuk с 2009 года и считает, что он был оскорблен владельцем лагеря и поэтому исчез. После отмены запланированного визита в Японию, Buakaw решил расстаться с лагерем Por. Pramuk.
17 марта 2012 г. спонсор Buakaw — компания  Yokkao объявила а Твиттере, что боец вернется к тренировкам. С этого времени он начинает выступать под своей настоящей фамилией — Buakaw Banchamek. Buakaw возобновляет тренировки в недавно построенном зале «Banchamek Gym». Все бои 2012 г. — Thai Fight и Yokkao Extreme закончились победой.
31 мая 2012 г. Buakaw объявил о своем намерении уйти из спорта, после неудачной попытки прийти к соглашению с мистером Pramuk Rojanathan о заключении нового контракта с лагерем Por. Pramuk. Девятью днями ранее они уже встречались, но договориться им не удалось.
Последняя встреча прошла с участием председателя спортивного руководства Таиланда, президента ассоциации профессионального бокса Таиланда, адвоката Buakaw и юридического представителя лагеря Por. Pramuk. Адвокат лагеря предложил Buakaw 60 % дохода от боев и 75 % дохода от публичных выступлений, рекламы, спонсорства и других действий вне ринга. Однако адвокат Buakaw сказал, что Buakaw должен получать свои гонорары за деятельность вне ринга полностью. Он обосновал это тем, что Buakaw уже 30 лет и, следовательно, до окончания его бойцовской карьеры осталось всего несколько лет.
Тогда представитель лагеря Por. Pramuk заявил, что готов продать бойца другому лагерю, заинтересованному в его покупке. Когда юристы обеих сторон не смогли прийти к соглашению, Buakaw выразил желание покинуть спорт, так как это станет решением всех проблем. Когда об этом услышал Пор. Прамук, он радостно захлопал в ладоши. Позже он сказал, что радовался не от того, что узнал об уходе Buakaw, а от того, что все проблемы лагеря теперь будут разрешены.
Buakaw заявил, что собирается вернуться в родной Сурин, чтобы тренировать в своем собственном лагере новое поколение бойцов Муай Тай, но перед этим он постригся в монахи и ушёл в монастырь… 
Далее при поддержке компании Yokkao Buakaw построил в Сурине новый спортивный зал Banchamek Gym, и под именем Buakaw Banchamek стал готовиться к новым выступлениям на ринге. 
Главный спортивный орган Таиланда — Sports Authority of Thailand (SAT) сделал заявление о том, что суперзвезда Муай Тай Buakaw Banchamek не сможет принимать участие в очередном турнире Thai Fight, если он официально не зарегистрирует у властей свой новый лагерь. 
Заместитель руководителя SAT Сакол Ваннапонг сказал, что Buakaw не сможет биться до тех пор, пока SAT не рассмотрит его жалобу на несправедливое отношение к нему со стороны Por. Pramuk Gym. Если утверждение Buakaw будет доказано и окажется правдой, то тогда ему будет позволено биться. Thai Fight должен был состояться 17 апреля в Патайе, и у Buakaw ещё  было время, чтобы решить свои правовые проблемы. Таким образом Buakaw было запрещено просто так покидать старый зал и начинать продвигать свой новый клуб. Также Buakaw было запрещено выступать на турнирах. И теперь ему предстояли непростые дни для того, чтобы закрыть вопросы с Por Pramuk Gym. От участия 17 марта в турнире по правилам Муай Тай «La Nuit Des Titans» во Франции Buakaw пришлось отказаться. 
После ухода из Por. Pramuk gym Buakaw заявил, что дерется только по правилам Муай Тай, а и его новое имя Buakaw Banchamek, из лагеря Banchamek Gym спонсором которого является Top King Boxing.
5 июня 2012 г. адвокат Buakaw направил письмо в Sports Authority of Thailand с просьбой об освобождении его от обязательств спортсмена, принадлежащего лагерю Por. Pramuk gym, а соответственно и его спорт. псевдонима Buakaw Por. Pramuk, с немедленным вступлением в действие постановления об освобождении. С 8 июня 2012 г. Buakaw перестал считаться бойцом Муай Тай и соответственно считается освобожденным от обязательств перед лагерем Por. Pramuk. 
Buakaw был замечен в залах джиу-джитсу, дзюдо и вольной борьбы, что вызвало разговоры о его возможном уходе в ММА. Это позволило бы Buakaw бороться, не нарушая его контракт с Por. Pramuk. ММА не подпадает под действие Боксерского Акта от 1999 г., соответственно Buakaw не могут привлечь к ответственности за участие в турнирах и боях такого рода. Но 29 июня Buakaw опроверг слухи об уходе в ММА.
2 июля 2012 года все встретились в арбитражном суде по гражданским делам в Ratchadapisek. Арбитражное заседание длилось почти 7 часов, суд постановил оправдать все стороны, и постановил, что Buakaw разрешено участвовать в боях снова. Ему придется использовать «Buakaw Por. Pramuk», как его имя борьбы, и тренироваться где ему хочется. 60 % доходов от борьбы пойдет Buakaw, и 40 % в лагерь. Доходы от всех видов деятельности, кроме бокса будут разделены 75:25 (75 % Buakaw, 25 % в лагерь).
Суд постановил, что Sports Authority of Thailand найдет решение, которое позволит продолжить Buakaw выступать после того, как суд оправдал его. И считает, что Buakaw принес славу нации и Муай Тай, и таким образом решил снять с него обвинения для того, чтобы позволить ему продолжать бои и сделать себе имя в Таиланде.
Буакав возвращается в Thai Fight. 17 августа 2012 года в Англии на стадионе King Power Stadium Leicester состоялся первый после разборок с лагерем бой. Соперником стал Rustem Zaripov. Бой завершился победой Buakaw. Выступает он под именем Buakaw Por Pramuk.  60 % дохода от боев идет Buakaw, 40 % лагерю. Выбор места тренировки остаётся за спортсменом. Доход от иных мероприятий, в том числе рекламы и т. д. ,делится 75 % к 25 %.
18 Апреля 2013 года состоялась пресс-конференция MAX Muay Thai, где Buakaw заявил, что он выступает в качестве промоутера New Fighter MMA Banchamek Gym. MAX строят планы на 4 больших события в 2013 году. Принимать участие будут лучшие бойцы Таиланда и известные бойцы со всего мира. Buakaw примет участие в шоу — поединке с Malik Watson из USA.
31 мая 2013 г. Buakaw поступает в Университет Rattanabandit на факультет управления бизнесом. 21 июля 2013г он получает почетную степень доктора наук и магистра в области спорта (присуждается студентам, которые, не находясь в учебном учреждении, сделали выдающийся вклад в какой либо области в рамках страны или учебного заведения) университета Kasetsart.
В это время Thai Fight подает иск в суд на MAX Muay Thai требуя возмещения за использование Mutiple-файлов с авторскими правами на их продвижение. Организация MAX Muay Thai сделала несколько фотографий тайских боев без разрешения на создание своих рекламных плакатов и некоторых спонсоров работающих для Thai Fight. Buakaw не стал участником судебноного процесса между Thai Fight и MAX Muay Thai, но по контракту с Thai Fight ему не позволено было боксировать в другой организации кроме как Thai Fight до конца 2014 г. Ему уже вынесли предупреждение за его последний шоу-поединок в Камбодже.
15 июля 2013 года в суде Ratchada состоялось очередное судебное заседание по соглашению с «Thai Fight». Окончание контракта с "Thai Fight " — декабрь следующего года. Buakaw сообщил в прессе о том, что хотел бы урегулировать конфликт с «Thai Fight», но переговоры затянулись. 
Адвокат Buakaw готовит документы подтверждающие, что нет никаких нарушений условий контракта, но в то же время пытается найти способ расторгнуть договор. Буакав ждет череда судов с Thai Fight. 
15 июля 2013 года Buakaw объявил через своего адвоката, что он официально расторг контракт с Thai Fight.
В августе 2013 г. Buakaw наконец подписывает контракт с K-1 World MAX. 15.09.2013 г. на турнире K-1 World MAX Final 16 Буакав побеждает Davida Calvo техническим нокаутом ударом в печень. Четвертьфинал  K-1 состоялся 28 декабря 2013 г. в Китае. Буакхау побеждает Zhou ZhiPeng (Китай) решением судей. 
23.02.2014 г. в полуфинале K1 WORLD MAX Buakaw встретился с Lee Sung-Hyun, победив решением судей. 
В феврале 2014 г. Buakaw подписал контракт с тайской футбольной лигой RBAC на один год, если все пойдет хорошо, то планируется подписать контракт и на следующий год. Buakaw постоянно принимает участие в тренировках и тренер заявляет, что у него прекрасная подготовка. Первая игра состоялась 16 февраля 2014 г. Buakaw № 16 играет на позиции нападающего в региональной лиге 2 дивизиона RBAC FC. 
14 апреля 2014 г. в Сурине состоялся турнир COMBAT BANCHAMEK, где Buakaw помимо бойца, стал ещё и промоутером мероприятия. Соперником Buakaw стал Victor Nagbe (Australia). Бой закончился победой Buakaw.
14 июня 2014 г. — бой за титул WMC WORLD CHAMPIONSHIP. Первоначально соперником должен был стать Fabio PINCA, но из за травмы его заменил Djime COULIBALY (France). По итогам боя Buakaw забирает пояс Чемпиона мира по версии WMC. 
Ещё один бой за чемпионский титул WBC Muaythai Championship Буакхау выиграл 15.08.2014 Соперником стал Abdoul Toure, бой закончился техническим нокаутом в третьем раунде. 
30 июня 2014 г. прошёл медицинское обследование для того, чтобы присоединиться к Королевской армии Таиланда.
13.09.2014 в г. Минск, Беларусь, прошла 1/8 турнира TOPKING WORLD SERIES где Буакхау победил Zheng Chunyu (China). 
Buakaw принял участие в благотворительной акции ALS Ice Bucket Challenge.
11 октября 2014 состоялся турнир K-1 WORLD MAX FINAL. Дата финала переносилась несколько раз по множеству причин. Скандал начался ещё до боя. В прессу попала информация о том, что букмекерские конторы принимают ставки на это мероприятие. Президент Профессиональной ассоциации бокса Таиланда заявил, что проведение тотализатора незаконно, и организаторы не получали подобного разрешения. Перед боем Buakaw сделал заявление о том, что у него есть сомнения в честности победы, и объявил, что если он проиграет или будет ничья, то он не будет продолжать борьбу после 3-х раундов, потому, что последующие раунды будут связаны со ставками на бой, так как ставки делаются в течение 3 раундов. По окончании трех раундов он ушёл с ринга и отказался от пояса.
24 октября 2014 года Buakaw получил почетную степень доктора наук университета Surin Rajabhat University.
15.11.2014 г. TOPKING WORLD SERIES 2014 г. — бой в формате «Super Fight» Buakaw Banchamek (Thailand) и Steve Maxon (Australia) закончился победой Buakaw.
20.12.2014 г. состоялся 1/4 финала турнира TOPKING WORLD SERIES, где Buakaw Banchamek победил Dmytro Konstantynov. В апреле 2015 г. нас ждет полуфинал и финал турнира.
27.02.2015 г. получил звание младшего капрала резервных сил Королевской академии.

## Фильмография
В 2010 году Буакхау снялся в кино, где сыграл роль воина Муай-Тай.
| Актёр | Актёр                              | Актёр                   | Актёр                     |
| Год   | На русском языке                   | На языке оригинала      | Роль в кино               |
| ----- | ---------------------------------- | ----------------------- | ------------------------- |
| 2010  | Ямада: Самурай Айотайи             | The Samurai of Ayothaya | Старший воин села Айотайа |
| 2017  | Легенда о герое со сломанным мечом | Thong Dee Fun Khao      | Thongdee                  |

## Титулы
- 2015 Чемпион мира по версии WLF World Champion в первом среднем весе
- 2015 Чемпион мира по тайскому боксу по версии WMC во втором полусреднем весе
- 2014 Чемпион мира по тайскому боксу по версии WBC во втором полусреднем весе
- 2014 Чемпион мира по тайскому боксу по версии WMC во втором полусреднем весе
- 2012 Победитель турнира Thai Fight в первом среднем весе
- 2011 Победитель турнира Thai Fight в первом среднем весе
- 2011 Чемпион мира по тайскому боксу по версии WMC в первом среднем весе
- 2010 Победитель турнира S-Cup в первом среднем весе
- 2006 Победитель гран-при К-1 МАХ
- 2006 Чемпион мира по тайскому боксу по версии WMC в первом среднем весе
- 2005 Чемпион мира по тайскому боксу по версии S-1 в первом среднем весе
- Чемпион мира по тайскому боксу по версии MTA
- 2004 Победитель гран-при К-1 МАХ
- 2002 Победитель турнира Toyota Muay Thai marathon в первом полусреднем весе
- Чемпион стадиона Омнои в лёгком весе
- 2001 Чемпион Таиланда по версии PAT (Professional Boxing Association of Thailand) в полулёгком весе
- Чемпион стадиона Омнои в полулёгком весе